# Nicolaus Olavi Planck
Nicolaus Olavi Planck, född 1632 i Norrköping, död 12 april 1696 i Lommaryds församling, han var en svensk kyrkoherde i Lommaryds församling.

## Biografi
Nicolaus Planck föddes 1632 i Norrköping där hans fader arbetade som borgare. Han blev 1650 student vid Uppsala universitet och senare kollega vid Västerviks trivialskola. Planck blev 1664 student vid Rostocks universitet och 1674 löjtnant vid flottan. Han prästvigdes 1676 och blev pastorsadjunkt i Borgs församling. År 1678 blev han krigspräst. Planck blev 1684 komminister i Väderstads församling och 1686 kyrkoherde i Lommaryds församling. Han avled 1696 i Lommaryds församling.

### Familj
Planck gifte sig med Christina Simonsdotter. Hon var änka efter kyrkoherden Johannes Andreæ Kylander i Lommaryds församling.